# アレクサンドル・スロボジャニク
アレクサンドル・アレクサンドロヴィチ・スロボジャニク（ロシア語: Олександр Олександрович Слободяник, ラテン文字転写例:Alexander Alexandrovich Slobodyanik, 1941年9月5日 - 2008年8月10日）は、ソビエト連邦出身のピアノ奏者。

## 経歴
1941年、 ウクライナ・ソビエト社会主義共和国・キエフで生まれた。幼少時より父親の手ほどきでピアノを始め、さらにリヴィウでリディア・ゴレンボの下でピアノを学んだ。1956年からモスクワ音楽院に進学し、ゲンリフ・ネイガウスとヴェラ・ゴルノスタエヴァに師事。1966年、第3回チャイコフスキー国際コンクールのピアノ部門で第4位入賞。
1968年にソル・ヒューロックがモスクワを訪れた際、スヴャトスラフ・リヒテルが推薦してアメリカに行くことになり、その年のうちにカーネギー・ホールでリサイタルを開いて大成功を収めた。以後、ソ連国内とアメリカで名声を高めたが、1989年にアメリカに移住した。
2008年、ニュージャージー州モリスタウンにて感染性髄膜炎のため死去。

## 註
1. ↑  アレクサンドル・スロボジャニク - Find a Grave（英語）
2. ↑  Newyork times

| スタブアイコン | サブスタブ | この項目は、まだ閲覧者の調べものの参照としては役立たない、人物に関連した書きかけの項目です。この項目を加筆・訂正などしてくださる協力者を求めています（P:人物伝/PJ:人物伝）。 |